# Víctor Aravena
Pour les articles homonymes, voir Aravena.
Víctor Anibal Aravena Pincheira (né le 5 février 1990 à Coronel) est un athlète chilien, spécialiste du fond.
Son meilleur temps sur 5 000 m est de 13 min 49 s 71 réalisé à Santiago du Chili le 6 avril 2013. Il détient le record national junior du 10 000 m en 29 min 48 s 2 (temps manuel) obtenu à Concepción le 21 mars 2009.
Le 25 juillet 2015, il porte son record sur 5000 m à 13 min 46 s 84 à Toronto. Peu avant, en juin 2015, il remporte le titre du 5 000 m lors des Championnats d'Amérique du Sud à Lima, en 14 min 6 s 14, devant Federico Bruno et Bayron Piedra, titre qu'il confirme à Luque (Paraguay) en 2017.